# Johann Spitzer (Politiker)
Johann Spitzer (* 15. August 1819 in Wolfsberg; † 20. Oktober 1891 in Graz) war ein österreichischer Sensenfabrikant, Gutsbesitzer und Politiker.

## Leben
Spitzer war der Sohn des Fabrikdirektors in Wolfsberg und Klagenfurt Gregor Spitzer (1786–1858) und dessen Ehefrau Mathilde geb. Hartwig. Er war römisch-katholisch und heiratete 28. März 1853 Maria Edle von Knappitsch (* 9. April 1835; † 27. Januar 1918). Aus der Ehe gingen sechs Söhne hervor.
Spitzer besuchte das Gymnasium in St. Paul und studierte nach der Matura Geschichte und Philosophie in Wien. Er lebte als Gewerke in Wildbad Einöd (Steiermark). 1854 erwarb er einen Gutsbetrieb mit Sensenwerk in Kleinglödnitz, Bezirk St. Veit a. d. Glan. Im Jahr 1887 übergab er den Besitz an seinen zweitältesten Sohn und zog nach Graz.
Vom 6. April 1861 bis zu seinem Rücktritt am 30. Dezember 1861 war er Abgeordneter im Kärntner Landtag. Nach seinem Rücktritt wurde Johann Karner nachgewählt, verstarb aber vor der nächsten Landtagssitzung am 7. Juni 1862. Nach dessen Tod wurde Mathias Rulitz am 3. November 1862 nachgewählt und am 3. Januar 1863 angelobt.